# Семен Дениско
Семен Дениско Матвієвський, або Семен Дениско, іноді Денінський (? — травень-червень 1596) — військовик та урядник в українських землях Речі Посполитої. Мав посаду житомирського старости. Грушевський вказує, що він загинув під час необережного штурму табору повстанців під проводом Северина Наливайка біля Солониці. За даними Яворницького Дмитра, загинув під час погоні за повстанцями, які виїхали з табору «задирати ляхів».